# Josef Trojan (herec)
Josef Trojan (* 8. ledna 2001 Praha) je český filmový herec. Je synem herce Ivana Trojana a herečky Kláry Pollertové-Trojanové.

## Život a kariéra
V dětství hrál v televizní pohádce Anděl Páně nebo ve filmu Revival. Zlom v jeho herecké kariéře nastal v roce 2019, kdy byl obsazen do hlavní role filmu Abstinent a Cena za štěstí. Ztvárnil také hlavní roli v seriálu Skvrna. Podle svých slov by chtěl hrát především v divadle.
Zahrál si také v roce 2020 po boku svého otce ve filmu Šarlatán a v roce 2023 hrál v minisérii Vědma. Roku 2024 hrál prince Felixe ve vánoční pohádce Tři princezny.